# Fief électoral
Un fief électoral, ou château-fort au Québec, est un territoire, une circonscription politique, sur lequel un parti politique ou un membre du personnel politique jouit d'un enracinement particulièrement fort et étendu dans le temps. Il est connexe du terme de bastion.

## Concept
Le fief électoral est une zone issue d'un découpage électoral où un parti, un individu ou un ensemble d'individus de même tendance remportent régulièrement des élections. Le terme de fief fait référence à l'institution féodale qui permettait au seigneur d'être propriétaire d'une terre sur laquelle il exerçait son pouvoir. 
François Dubasque et Eric Kocher-Marboeuf distinguent les fiefs personnels et les fiefs de parti. Les deux peuvent se conjuguer. Le fief politique peut obtenir une dimension familiale ou dynastique dès lors que les membres d'une même famille se succèdent sur le même territoire. Les fiefs électoraux sont souvent, à l'origine, dirigés par un notable local. En France, les notables locaux émergent électoralement durant la Deuxième République.
Le cumul des mandats joue un rôle essentiel dans la constitution de fief. Le maire d'une ville peut ainsi également être son représentant parlementaire et être membre d'un conseil de région ou du département. L'interdiction du cumul des mandats affaiblit ainsi l'enracinement des membres du personnel politique, réduisant l'importance des fiefs.
Le terme est régulièrement utilisé dans la vie politique française. L'ensemble des territoires constamment remportés par le Parti communiste français après la Seconde Guerre mondiale dans les banlieues pauvres de la région parisienne ont ainsi constitué un fief électoral, surnommé « ceinture rouge ». Régis Matuszewicz fait toutefois remarquer que, malgré la connotation héréditaire du terme de fief, ceux-ci sont souvent passés d'un parti à un autre, reconfigurant l'identité politique du fief en question.